# How Mercy Looks from Here
How Mercy Looks from Here è il quindicesimo album in studio della cantante statunitense Amy Grant, pubblicato nel 2013.

## Tracce
1. If I Could See (What the Angels See) – 3:55 (Marshall Altman, Amy Grant)
2. Better Not to Know (featuring Vince Gill) – 4:26 (Altman, Jeremy Bose, Grant, Cindy Morgan)
3. Don't Try So Hard (featuring James Taylor) – 3:44 (Ben Glover, Grant)
4. Deep As It Is Wide (featuring Sheryl Crow, Eric Paslay) – 4:34 (Eric Paslay)
5. Here – 3:33 (Altman, Grant, Molly Reed)
6. Shovel in Hand (featuring Will Hoge) – 3:34 (Grant)
7. Golden – 4:33 (Altman, Chris Eaton, Grant)
8. Our Time Is Now (featuring Carole King) – 3:26 (Altman, Jon Foreman, Grant)
9. Not Giving Up – 3:38 (Altman, Grant, Luke Laird, Reed)
10. How Mercy Looks from Here – 4:16 (Grant, Paslay)
11. Greet the Day – 2:37 (Grant, Morgan)

Tracce Bonus Edizione Deluxe/Digitale
1. Free – 3:41 (Eaton, Grant)
2. Faith – 3:51 (Grant, Altman, Keb' Mo')